# معراج أورال
معراج أورال أو علي كيالي هو قائد ما يسمى المقاومة السورية في لواء إسكندرون، وهي مجموعة مسلحة تعمل في شمال غرب سوريا (الجبهة الشعبية لتحرير لواء إسكندرون سابقاً). وهو تركي علوي يحمل الجنسية السورية.

## حياته
اما بالنسبة للواء إسكندرون، يُعتبر في سوريا المحافظة الخامسة عشر، رغم كونه منذ 1939، تابعًا لتركيا، ويسميه بعض المؤرخين أمثال ستيفن لونغريج «الألزاس واللورين السورية». كانت منطقة إسكندرون تابعة لولاية حلب ضمن سوريا العثمانية، مشكلة مرفأها على البحر؛ ومثلت في المؤتمر السوري العام، ورغم اعتبارها دولة مستقلة في أعقاب صدور مراسيم التقسيم، غير أنه أعيد ربطها بالدولة السورية عام 1926 بجهود الرئيس أحمد نامي، وعاصرت إطلاق الجمهورية السورية الأولى عام 1938 قامت فرنسا «بخطوة غير مسبوقة واستفزازية» إذ أعادت منح اللواء حكمًا ذاتيًا مع بقاءه مرتبط من ناحية شكلية بالجمهورية السورية، ثم أعادت إلغاء هذا الرباط الشكلي؛ وفي العام التالي 1939، انسحبت فرنسا بشكل نهائي، في حين دخلت اللواء قوات تركية، وقامت بضمه وإعلانه جزءًا من الجمهورية التركية تحت اسم "هتاي"؛ وهو ما يعتبر مخالفة لصك الانتداب الذي يلزم الدولة المنتدبة بالحفاظ على أراضي الدولة المنتدب عليها.
غالبية سكان اللواء كانت من عرب سوريا الموزعين بين السنة، والعلويين، والمسيحيين العرب، والأرمن، ولم تتجاوز نسبة تركمان سوريا فيه 39.4% حسب إحصاءات 1939. بعد سلخ اللواء، نزحت إلى دمشق، وحلب، وحمص، واللاذقية، أعداد كبيرة من عرب اللواء وأرمنه، مع استثناء صغير لبلدة كسب الأرمنية التي كانت تابعة للواء، فعدّلت المفوضية الفرنسية الحدود، بحيث تتبع محافظة اللاذقية. أفضى سلخ اللواء لانطلاق احتجاجات 1939 التي أفضت للإطاحة بحكومة جميل مردم، ثم استقالة الرئيس هاشم الأتاسي نفسه؛ في السنوات التالية اعتبر اللواء أرضًا محتلة، وساهم هذا الاعتبار في إبقاء سوريا خارج مشاريع على مستوى المنطقة مثل حلف بغداد لكون تركيا عضوًا فيه، توترت العلاقة مع تركيا مجددًا عام 1957، لدرجة استدعاء الأسطول المصري إلى اللاذقية للدفاع في حال اندلاع حرب؛ ولم يحدث على مستوى الحكومات المتعاقبة أي اعتراف بشرعية كون اللواء جزءًا  من تركيا.
في سوريا الإنتيكية، كانت أنطاكية عاصمة اللواء، عاصمة سوريا ومركزها، ومقر بطريرك أنطاكية، الرأس المحلي للكنيسة السورية بشقيها البيزنطي والسرياني، ومنه خرجت شخصيات بارزة على مستوى العالم مثل إغناطيوس الإنطاكي، ويوحنا فم الذهب، أما في سوريا المعاصرة فقد خرجت مجموعة من الشخصيات التي لعبت دورًا هامًا على الصعيد المحلي مثل رئيس الدولة صبحي بركات، والمفكر زكي الأرسوزي.